# Walt Whitman
Pour les articles homonymes, voir Whitman et Walt Whitman (homonymie).
Walter Whitman, plus connu sous le nom de Walt Whitman, né le 31 mai 1819 à West Hills dans l'État de New York et mort le 26 mars 1892 à Camden dans l'État du New Jersey, est un poète, romancier, journaliste, directeur de publication américain. Il est considéré comme étant l'un des plus grands poètes de la littérature américaine. Son style intègre des éléments issus du transcendantalisme américain et du réalisme littéraire. Walt Whitman est l'un des pères américain de l'utilisation du vers libre.
Son recueil de poèmes Feuilles d'herbe (Leaves of Grass) est considéré comme son chef-d'œuvre, qu'il modifia et qui connut de nombreuses versions successives tout au long de sa vie .

## Biographie

### Jeunesse et formation
Whitman nait le 31 mai 1819 dans une ferme de West Hills, New York, près de l'actuelle South Huntington, à Long Island, second des neuf enfants de Louisa Van Velsor, d'origine néerlandaise, et de Walter Whitman, d'origine anglaise. Ses proches l'appellent « Walt » pour le distinguer de son père. Sa famille déménage à Brooklyn en 1823. Après six ans de scolarité primaire, il entre comme apprenti dans un atelier d'imprimerie. Autodidacte, il lit alors Homère, Dante et Shakespeare,.
Après deux ans d'apprentissage, Whitman se rend à New York pour y travailler dans différents ateliers d'imprimerie.

### Carrière
Après l'incendie de son imprimerie, il commence une carrière en tant qu'enseignant d'école primaire dans une classe unique à Long Island de 1836 à 1841. Parallèlement, il fonde et édite le journal The Long-Islander (devenu le Long Islander News) dans la ville de Huntington en 1838 et 1839. En 1841, il quitte l'enseignement pour embrasser une carrière de journaliste et d'éditeur à plein temps à New York. Il rédige en outre des articles pour des magazines populaires et des quotidiens et écrit des discours politiques. En 1840, il participe à la campagne de réélection du président des États-Unis Martin Van Buren qui est battu par William Henry Harrison.
Les discours politiques écrits par Whitman attirèrent alors l'attention de la société du Tammany Hall, qui lui confie la rédaction de nombreux journaux, parmi lesquels aucun ne devait jouir d'une longue publication. Pendant deux ans, il est rédacteur pour l'influent Brooklyn Daily Eagle en pleine guerre d'Annexion du Texas, il y écrivit : « Oui, le Mexique doit être sévèrement châtié. Que nos armes soient désormais portées de manière à apprendre au monde entier que, bien que nous n'aimions pas les querelles, l'Amérique sait comment frapper et connaît les moyens de s'étendre. ») ; toutefois, à la suite d'une scission au sein du Parti démocrate, il fut relevé de ses fonctions pour avoir soutenu le Parti du sol libre, parti opposé à l'extension de l'esclavage à l'Ouest. Après l'échec de ses tentatives pour fonder un journal Free Soil, il fut ballotté d'un emploi à l'autre. Entre 1841 et 1859, Walt Whitman édita un journal (The Crescent) à La Nouvelle-Orléans, en Louisiane, deux à New York et quatre autres à Long Island. À La Nouvelle-Orléans, il découvrit le marché aux esclaves qui se tenait régulièrement dans cette ville à cette époque. C'est là qu'il se mit à écrire des poèmes et bientôt cette activité supplanta toutes les autres. Les années 1840 virent les premiers fruits de son long travail sur les mots, avec la publication d'un certain nombre de nouvelles à partir de 1841 et du roman Franklin Evans publié à New York un an plus tard, qui faisait partie du mouvement en faveur de la tempérance. Mais c'est surtout la nouvelle The Child's Champion qui fut publiée en 1842 et souvent republiée depuis et qui est à présent considérée comme le plus important de ses premiers ouvrages. Elle établit le fondement théologique d'un thème qui tiendra à cœur à Whitman toute sa vie, à savoir le profond pouvoir rédempteur de l'amour.

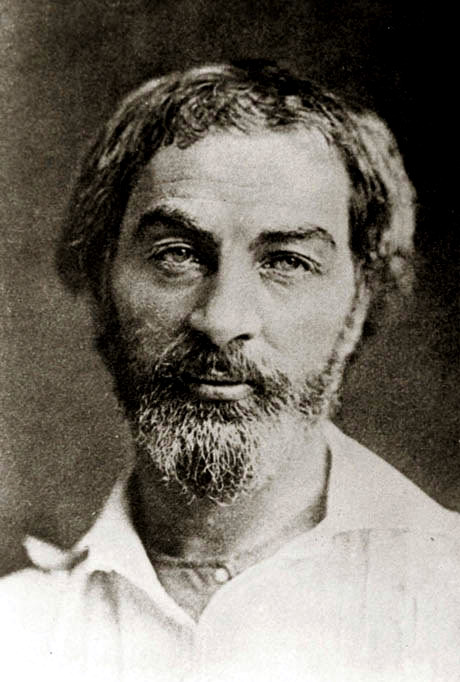
Vers l'âge de 35 ans, avant la parution originelle de Feuilles d'herbe.

La première édition de Feuilles d'herbe fut auto-publiée en 1855, l'année même où le père de Whitman mourut. À cette époque, le recueil se composait de douze longs poèmes sans titres, et sans le nom de l'auteur, qui n'apparaît (une fois) qu'au cours de la lecture. Une image de Whitman apparaissait au début de l'ouvrage, mettant l'accent sur le corps, qui a une grande importance chez Whitman. Il n'y eut pas, ou presque, de réaction du public ou de la critique. Whitman rédigea lui-même des critiques élogieuses sur son propre livre. Un an plus tard, Whitman publia une seconde édition qui comprenait une lettre de félicitations de Ralph Waldo Emerson et vingt poèmes supplémentaires. Emerson appelait depuis longtemps à l'émergence d'une poésie américaine, affranchie de l'influence européenne ; Leaves of Grass le comblait.
Dès le début de la guerre de Sécession, il se rend au chevet des soldats à New York. Il part ensuite pour la Virginie, voir son frère blessé à la bataille de Fredericksburgh. Il s'installe enfin à Washington, toujours pour soutenir les victimes de cette boucherie (il remplit des carnets où il décrit sa mission d'assistance morale et matérielle), et y occupe en parallèle un emploi de fonctionnaire à la Paierie générale des armées.
Après la guerre, Walt Whitman fut engagé au département de l'Intérieur (ministère chargé de la gestion des terres fédérales) en tant que clerc. Toutefois, lorsque James Harlan, le secrétaire de l'Intérieur (ministre), découvrit que Whitman était l'auteur du scandaleux Leaves of Grass, il le congédia sur-le-champ.
À sa sixième édition en 1881, le recueil de poèmes s'était épaissi. Whitman jouissait alors d'une réputation plus importante et l'édition fut vendue à un grand nombre d'exemplaires, ce qui permit à Whitman d'acheter une demeure à Camden, dans le New Jersey.

### Opinion politique
Whitman pendant toute sa vie sera un démocrate convaincu, il fut le secrétaire général du Parti démocrate de New York, opposé à l'esclavage, il quitte le Parti démocrate pour adhérer au Parti du sol libre,.

### La fin
Whitman décède des suites d'une pneumonie le 26 mars 1892, après avoir achevé la révision de Feuilles d'herbe (Leaves of Grass),. Parmi les causes de sa mort, est incriminé un régime basé sur des produits laitiers, notamment le punch au lait (ou milk punch (en)), à l'époque le lait était souvent trafiqué avec du plâtre, et la santé des vaches laitières n'était pas vérifiée, ainsi, il semblerait que Walt Whitman ait consommé du lait issu de vaches atteintes de tuberculose.
Whitman repose au Harleigh Cemetery (en), à Camden dans le New Jersey, aux côtés de membres de sa famille dans une crypte à flanc de colline qu'il avait conçue,.

### Divers
En 1916, les membres du Walt Whitman Club of Bon Echo ont financé des tailleurs de pierre pour qu'ils gravent sur le flanc d'un rocher du parc provincial Bon Écho en Ontario, au Canada ces trois vers d'un de ses poèmes,, :
| My foothold is tenon'd and mortis'd in granite; I laugh at what you call dissolution; And I know the amplitude of time. | Mes deux pieds sont tenonnés et mortaisés dans le granit ; Je ris de ce que vous appelez dissolution ; Et je connais l'amplitude du temps. |

## Poésie et influence
Pour beaucoup, Walt Whitman et Emily Dickinson sont les deux piliers de la poésie américaine du XIXe siècle. Plus particulièrement, la poésie de Whitman paraît intrinsèquement américaine. Le poète évoque une Amérique ordinaire d'une voix résolument américaine (cf. usage du vers libre). La force de sa poésie semble procéder des émotions vives qu'il suscite grâce à l'intelligence de son verbe. Whitman recourt à la répétition pour susciter un caractère hypnotique dans ses textes : cette répétition crée la force de sa poésie, qui inspire plutôt qu'elle informe. Ainsi vaut-il mieux lire sa poésie à haute voix pour en sentir tout le message. Ses qualités poétiques tirent en partie leur ascendance de discours et écrits religieux ou quasi religieux tels que ceux du poète James Weldon Johnson (l'influence de ce dernier fut encore plus forte à Jacmel, en Haïti).
Les poètes américains du XXe siècle (et maintenant du XXIe siècle) ne peuvent ignorer Whitman en ce sens que celui-ci a fondamentalement défini le langage poétique de l'Amérique démocratique.
En France, Walt Whitman a eu une grande influence sur les poètes symbolistes et sur les écrivains unanimistes.
Il fut traduit par le poète français Jules Laforgue, sous le titre Feuilles d'herbe.

## Whitman et l’homosexualité

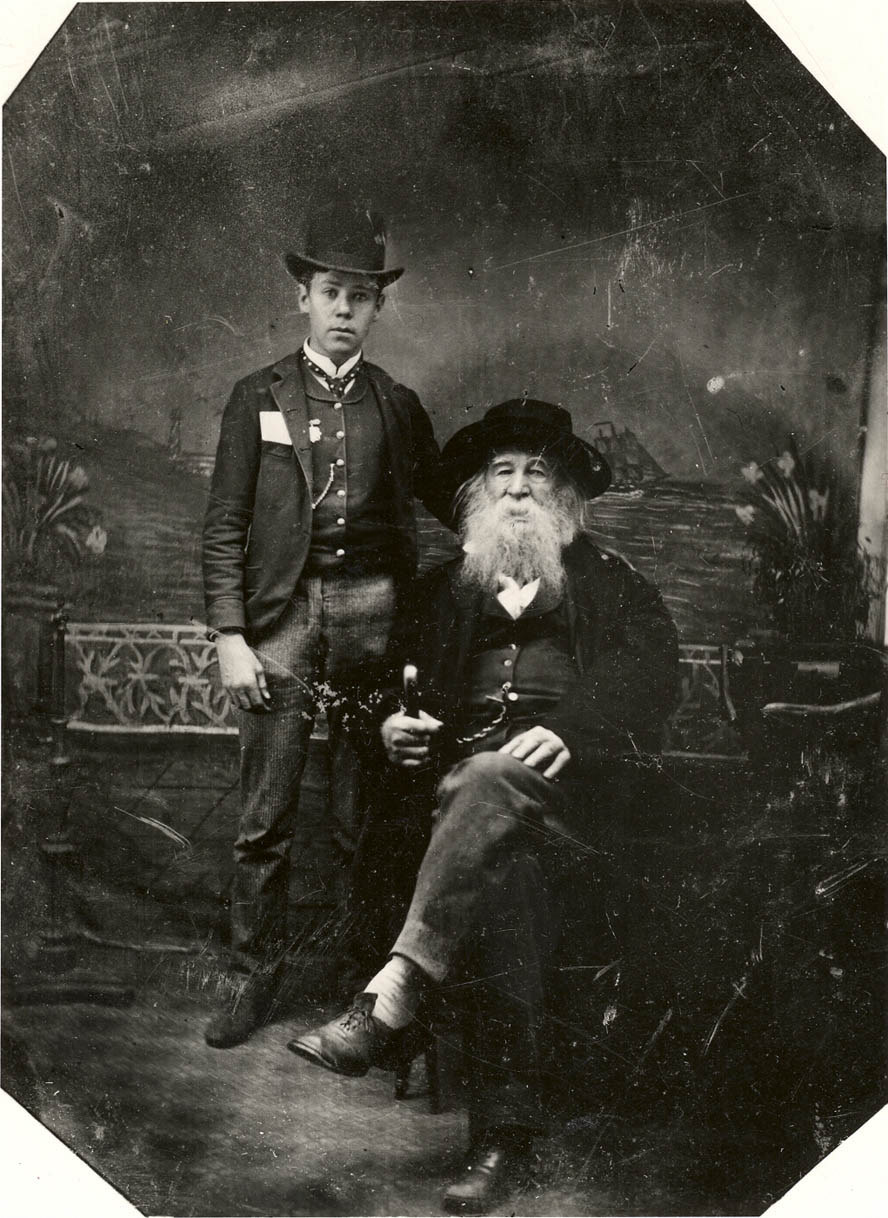
Walt Whitman et Bill Duckett

Un élément qu'on ne peut passer sous silence au sujet de la vie et de l'œuvre de Walt Whitman est son homosexualité, que trahit son admiration pour les idéaux de camaraderie virile du XIXe siècle ou plus crûment ses descriptions quasi masturbatoires du corps masculin (Song of Myself, c'est-à-dire Ballade de moi-même). Tout cela entre en complète contradiction avec l'indignation dont faisait preuve Whitman lorsqu'il était confronté à ce genre de texte, alors qu'il louait la chasteté et stigmatisait la masturbation. Toutefois, la critique récente est encline à croire que ses poèmes reflétaient les vrais sentiments de Whitman envers son sexe, alors qu'il s'efforçait plus ou moins de préserver sa réputation. À titre d'exemple, dans Once I Pass'd Through a Populous City, il fit du « bien-aimé » une « bien-aimée » avant la publication. Il alla jusqu'à s'inventer six enfants naturels pour corriger sa réputation.
Pendant la Guerre de Sécession, la camaraderie intense qui régnait sur les lignes de front en Virginie, où Whitman se rendit en qualité d'infirmier, nourrit ses idées sur la convergence de l'homosexualité et de la démocratie. Dans Democratic Vistas, il fit pour la première fois la distinction entre l’amative love (qui serait en fait l'amour hétérosexuel) et l’adhesive love (qui serait l'amour homosexuel), en s'appuyant sur les résultats d'une pseudo-science, la phrénologie. Il y voit « l'amour adhésif » comme une éventuelle colonne vertébrale d'une meilleure forme de démocratie, comme « un contre-poids et un recalage dans notre démocratie d'Amérique, matérialiste et vulgaire ».
Il a fait partie avec John Franklin Gray (en), Charles Kingsley et d'autres personnalités d'un groupe d'homosexuels qu'il a nommé la Fred Gray Association,, groupe qui se réunissait régulièrement dans le restaurant Pfaff, au sein du Coleman House Hotel à Manhattan ; Whitman s'y est souvent rendu avec son amant Fred Vaughn.
À partir des années 1970, le mouvement d'émancipation homosexuel puis les organisations américaines LGBT firent de Whitman et d'Emily Dickinson des figures de proue,. Les poèmes du recueil Calamus (poems) (en) notamment, rédigés à la suite d'une relation brisée (vraisemblablement homosexuelle), contiennent des passages qui furent interprétés comme un subtil « coming out » à l'adresse de ses lecteurs homosexuels. Le titre seul de ces poèmes trahit déjà leur connotation homosexuelle aux initiés, puisque la Calamus est une plante qui tient son nom du dieu Calamos, qui selon la mythologie grecque dut endurer la mort de son jeune amant Carpos.

## Œuvres

### Recueils de poésie
- The Complete Poems of Walt Whitman, New York (réimpr. 1868, 1921, ... 2015) (1re éd. 1855), 520 p. (ISBN 9781420950939, OCLC 915339628, lire en ligne),

### Correspondances
- Edwin Haviland Miller (dir.), The Correspondence of Walt Whitman, vol. 1 : 1842-1867, New York, New York University Press (réimpr. 2007) (1re éd. 1961), 430 p. (ISBN 9780814794210, OCLC 690546659, lire en ligne),
- Edwin Haviland Miller (dir.), The Correspondence of Walt Whitman, vol. 2 : 1868-1875, New York, New York University Press (réimpr. 2007) (1re éd. 1964), 426 p. (ISBN 9780814794227, OCLC 690546804, lire en ligne),
- Edwin Miller (dir.), The Correspondence of Walt Whitman, vol. 3 : 1876-1885, New York, New York university press, (réimpr. 1977, 2007) (1re éd. 1964), 510 p. (ISBN 9780814794234, OCLC 490657585, lire en ligne),
- Edwin Haviland Miller (dir.), The Correspondence, vol. 4 : 1886-1889, New York, New York university press (réimpr. 1977, 1989, 2007) (1re éd. 1969), 494 p. (ISBN 9780814704387, OCLC 490654472, lire en ligne),
- Edwin Haviland Miller (dir.) et James R. Newman (dir.), The Correspondence, vol. 5 : 1890-1892, New York, New York University Press (réimpr. 2007) (1re éd. 1969), 400 p. (ISBN 9780814704394, OCLC 333961660, lire en ligne),

### Journal
- William White (dir.), Daybooks and Notebooks, vol. 1 : Daybooks, 1876-November 1881., New York, New York University Press (réimpr. 2007) (1re éd. 1978), 320 p. (ISBN 9780814791677, OCLC 492197792, lire en ligne),
- William White (dir.), Daybooks and Notebooks, vol. 2 : December 1881-1891, New York, New York University Press (réimpr. 2007) (1re éd. 1978), 352 p. (ISBN 9780814794326, OCLC 502570236, lire en ligne),
- William White (dir.), Daybooks and Notebooks, vol. 3 : Diary in Canada, New York, New York University Press (réimpr. 2007) (1re éd. 1978), 280 p. (ISBN 9780814791677, OCLC 1130781870, lire en ligne),

### Anthologie
- Sam Abrams (dir.), The Neglected Walt Whitman : Vital Texts, New York, Four Walls Eight Windows, 1993, 216 p. (ISBN 9780941423908, OCLC 715756665, lire en ligne),

### Œuvres complètes
- The Complete Writings Of Walt Whitman, vol. 1, New York et Londres, G.P. Putnam's Sons (réimpr. 1902, ...2012, 2015, 2018, 2022) (1re éd. 1897), 422 p. (ISBN 9781015703360, OCLC 777941, lire en ligne),
- The Complete Writings of Walt Whitman, vol. 2, New York et Londres, G.P. Putnam (réimpr. 2010, 2016) (1re éd. 1902), 380 p. (ISBN 9781355520986, OCLC 1069572216, lire en ligne),
- The Complete Writings of Walt Whitman, vol. 3, New York et Londres, G.P. Putnam's Sons (réimpr. 2010, 2013, 2016) (1re éd. 1902), 364 p. (ISBN 9781355584445, OCLC 1067489502, lire en ligne),
- The Complete Writings of Walt Whitman, vol. 5, New York et Londres, G.P. Putnam's Sons (réimpr. 2010, 2016) (1re éd. 1902), 350 p. (ISBN 9781355579526, OCLC 1067489502, lire en ligne)
- The Complete Writings of Walt Whitman, vol. 6, New York et Londres, G.P. Putnam (réimpr. 2016) (1re éd. 1902), 290 p. (ISBN 9781355583387, OCLC 1069572216, lire en ligne),
- The Complete Writings of Walt Whitman, vol. 7, New York et Londres, G.P. Putnam's Sons (réimpr. 2016, 2018) (1re éd. 1902), 361 p. (ISBN 9781333317621, OCLC 1067489502, lire en ligne),
- The Complete Writings Of Walt Whitman, vol. 8, New York et Londres, G.P. Putnam'Sons (réimpr. 2010, 2015, 2018) (1re éd. 1902), 350 p. (ISBN 9781340261580, OCLC 1069572216, lire en ligne),
- The Complete Writings of Walt Whitman, vol. 9, New York et Londres, G.P. Putnam's Sons (réimpr. 2010, 2016, 2018) (1re éd. 1902), 272 p. (ISBN 9780267314072),
- The Complete Writings of Walt Whitman, vol. 10, New York et Londres, G.P. Putnam's Sons (réimpr. 2009, 2010, 2016) (1re éd. 1902), 358 p. (ISBN 9781355583547).

### Traductions francophones
(classement par date de publication)
- Walt Whitman (trad. de l'anglais par Julien Deleuze), Comme des baies de genévrier : Feuilles de carnets [« Specimen Days »], Paris, Mercure de France, 1993, 461 p. (ISBN 2-7152-1816-8)
- (fr + en) Walt Whitman (trad. de l'anglais par Éric Athenot), Feuilles d'herbe, 1855 [« Leaves of Grass »], Paris, Éditions CORTI, 2007, 336 p. (ISBN 978-2-7143-0965-5)
- Walt Whitman (trad. de l'anglais par Jacques Darras), Feuilles d'herbe [« Leaves of Grass »], Paris, Grasset, 2009, 595 p. (ISBN 978-2-246-40483-5)
- Walt Whitman (trad. de l'anglais par Thierry Gillybœuf), Tant que durera la guerre, Le Bouscat, Finitude, 2023, 235 p. (ISBN 978-2-36339-197-1)
- Walt Whitman (trad. de l'anglais par Roger Asselineau), Feuilles d'herbe [« Leaves of Grass »], Paris, Éditions Points, 2024, 428 p. (ISBN 979-10-414-1147-4)

## Présence dans la culture populaire

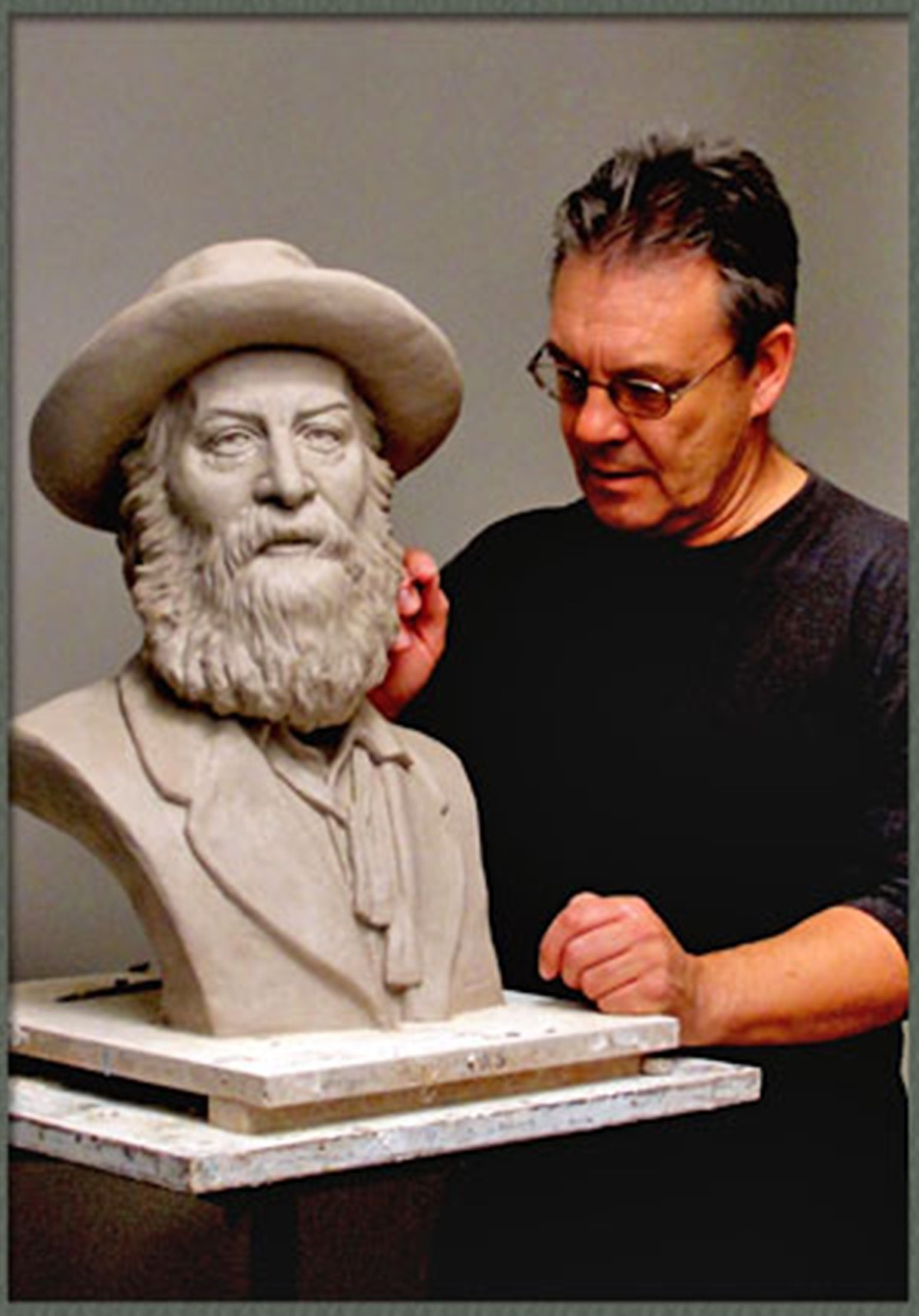
Stuart Williamson sculptant Walt Whitman

- Le compositeur britannique Gustav Holst (1874-1934) a écrit une Ouverture Walt Whitman en 1899.
- Le poète portugais, Fernando Pessoa, écrit en 1915, sous l'hétéronyme « Alavaro de Campos », un poème intitulé Salut à Walt Whitman, rendant hommage à son « frère jumeau de tous les élans. »
- Leaves of Grass: A Choral Symphony (1992) de Robert Strassburg, Est une composition musicale pour Mezzo-Soprano, Tenor, Chorus, Orchestre et Narrateur écrit aux poèmes Feuilles d'herbe par Walt Whitman.
- O Captain! My Captain! est l'un des poèmes les plus célèbres de Walt Whitman, écrit en réaction à l'assassinat d'Abraham Lincoln après la guerre de Sécession. C'est le poème emblématique du film Le Cercle des poètes disparus.
- Le sculpteur britannique Stuart Williamson a réalisé une sculpture à son effigie.
- Rip Torn incarne Walt Whitman, aux côtés de Colm Feore, dans le film Beautiful Dreamers (1990) de John Kent Harrison

## Allusions dans la culture populaire
- Dans le film Down by Law (1986) de Jim Jarmusch, le personnage joué par Roberto Benigni fait référence à Walt Whitman.
- Dans l'épisode 8 de la saison 7 des Simpson, La Mère d'Homer, ce dernier frappe la tombe de Walt Whitman d'un coup de pied et cite Feuilles d'herbe.
- Dans la série Beverly Hills 90210 (saison 3 épisode 7) de Aaron Spelling, Andréa Zuckerman, le personnage interprété par Gabrielle Carteris, fait référence à Walt Whitman dans une discussion avec Gil Meyers, prof d'anglais et qui s'occupe également du journal du lycée, interprété par Mark Kiely.
- Dans Revenants[32], deuxième livre de la Trilogie new-yorkaise de Paul Auster, Noir dit à Bleu déguisé en clochard qu'il ressemble à Walt Whitman et lui raconte une anecdote au sujet d'une autopsie du cerveau de ce poète considéré comme un génie.
- Le groupe finlandais Nightwish rend hommage à Walt Whitman dans l'album Imaginaerum en intitulant une de ses chansons Song of Myself, qui dure 13:38.
- Tuomas Holopainen, le leader du groupe, est un fan de Whitman.
- Dans le film Bad Lieutenant (1992) d'Abel Ferrara, avec Harvey Keitel, Whitman est évoqué à l'heure pile du film.
- Durant la saison 3 de la série télévisée Breaking Bad, le chimiste Gale Boetticher récite au personnage principal, le dealer Walter White, le poème When I heard the learned astronomer et lui offre un exemplaire de Feuilles d'herbe. D'autres références aux poèmes de Whitman sont glissées au cours des saisons 4 et 5 et les initiales similaires W.W. du héros avec le poète sera la source de la découverte de son activité par la police.
- Walt Withman, incarné par l'acteur britannique Donald Moffat, est le personnage invité de l'épisode 21, saison 5, de la série Docteur Quinn, femme médecin, le titre de l'épisode étant celui d'un de ses poèmes Le Corps électrique.
- Dans Bull Durham, le personnage d'Annie (Susan Sarandon) cite Walt Whitman.
- En 2014, Apple utilise une partie du poème O Me! O Life! pour une de ses publicités.
- Dans l'huile sur panneau de 1960 The third love painting (Tate, Londres), David Hockney inclut les quatre derniers vers de When I Heard at the Close of the Day.
- Dans La Face cachée de Margo (Paper Town) de John Green, le personnage de Margot possède un exemplaire de Feuilles d'herbe et un passage de Chanson à moi-même est utilisée parmi les indices pour retrouver Margot.
- Dans Docteur Patch (Patch Adams) de Tom Shadyac, Patch Adams cite approximativement le début de Song of the open road (en) à Carin (« À pied le cœur léger, ainsi je vais par les sentiers, vaste et libre est le monde ») après avoir mentionné que Whitman « fut infirmier durant la guerre de Sécession ».
- Je chante le corps électrique (I Sing the Body Electric!), titre tiré d'un vers de Walt Whitman, ce recueil de nouvelles de Ray Bradbury fut initialement publié aux États-Unis en 1969. Sa traduction française paraît en 1970 aux éditions Denoël, dans la collection « Présence du futur ».

- Dans le film Life of Chuck (2024) de Mike Flanagan et adapté de la nouvelle de Stephen King, le personnage de Marty Anderson, professeur de lettres dans un lycée américain (interprété par Chiwetel Ejiofor), tente de transmettre à ses élèves le sens profond du poème Chanson de moi-même (Song of Myself). Une seconde scène du film fait également référence à Song of Myself : à la fin de l’année scolaire, la professeure de lettres du jeune Chuck, Mlle Richards (interprétée par Kate Siegel), tente de lire un extrait du poème devant une classe dissipée. Si la plupart des élèves ne prêtent aucune attention, Chuck, lui, est touché par le vers « Je suis vaste, je contiens des multitudes ». Après le cours, il demande à sa professeure ce que cela signifie et les mots de la professeure donne une clé de lecture du film.

## Pour approfondir

#### Notices dans des encyclopédies ou des livres de références
- (en-US) Suzan Michele Bourgoin (dir.), Encyclopedia of World Biography, vol. 16 : Vitoria-Zworykin, Detroit, Michigan, Gale Research (1re éd. 1998), 540 p. (ISBN 9780787625566, OCLC 55942291, lire en ligne), p. 249-251,
- (en-US) John A. Garraty (dir.), Mark Christopher Carnes (dir.) et Jerome Loving, American National Biography, vol. 23 : Wellek - Wrenn, New York, Oxford University Press, USA (réimpr. 2002, 2005) (1re éd. 1999), 899 p. (ISBN 9780195128024, OCLC 490963453, lire en ligne), p. 285-289,
- (en-US) Jay Parini, The Oxford Encyclopedia of American Literature, vol. 4 : Anne Sexton-Writing as a woman in the twentieth century,, New York, Oxford University Press, USA (réimpr. 2010) (1re éd. 2004), 637 p. (ISBN 9780195167276, OCLC 1194905430, lire en ligne), p. 368-390,
- (en-US) Steven G , ed Kellman (dir.), Magill's Survey of American Literature, vol. 6 : Steinbeck-Zindel, Pasadena, Californie, Salem Press, 2007, 2907 p. (ISBN 9781587652851, OCLC 1249574701, lire en ligne), p. 2678-2689,
- (en-US) Rosemary M. Canfield Reisman (dir.), Critical Survey of Poetry : American Poets, vol. 4 : World poets, Pasadena, Californie, Salem Press, 2011, 2419 p. (ISBN 9781587655876, OCLC 816526083, lire en ligne), p. 2130-2140,

#### Essais et biographies

##### Anglophones
- (en-US) Elizabeth Leavitt Keller, Walt Whitman in Mickle Street, New York, Mitchell Kennerley (réimpr. 1971, 2005, 2018, 2019) (1re éd. 1921), 262 p. (ISBN 9781446074091, OCLC 560928353, lire en ligne),
- (en-GB) Geoffrey Dutton, Walt Whitman, Édimbourg, Oliver and Boyd,, coll. « Writers and Critics » (réimpr. 1967) (1re éd. 1961), 132 p. (ISBN 9780050014028, OCLC 1063968367, lire en ligne),
- (en-US) James E. Miller Jr., Walt Whitman, Boston & New York, Twayne Publishers, coll. « Twayne's United States Authors » (no 20) (réimpr. 1979, 1990) (1re éd. 1962), 200 p. (ISBN 9780805707922, OCLC 193754, lire en ligne),
- (en-US) Justin Kaplan, Walt Whitman, A Life, New York, Simon and Schuster (réimpr. 1982, 1986, 1997, 2003) (1re éd. 1980), 472 p. (ISBN 9780671225421, OCLC 6305249, lire en ligne),
- (en-US) Harold Bloom (dir.) et Temple Cone (dir.), Walt Whitman, New York, Bloom's Literary Criticism, coll. « Bloom's classic critical views » (réimpr. 1999, 2003, 2006, 2008) (1re éd. 1985), 248 p. (ISBN 9780791095553, OCLC 123767232),
- (en-US) Geoffrey M. Sill (dir.) et Roberta K. Tarbell (dir.) (préf. David S. Reynolds), Walt Whitman & The Visual Arts, New Brunswick, New Jersey, Rutgers University Press,, 1992, 232 p. (ISBN 9780813517308, OCLC 463751195, lire en ligne),
- (en-US) Bettina L. Knapp, Walt Whitman, New York, Continuum, coll. « Literature and Life. American Writers », 1993, 248 p. (ISBN 9780826405661, OCLC 1334620820, lire en ligne),
- (en-US) Nancy Loewen (ill. Rob Day), Walt Whitman, Mankato, Minnesota, Creative Education (réimpr. 1994, 2014, 2015, 2017) (1re éd. 1993), 53 p. (ISBN 9781608183296, OCLC 1195477636, lire en ligne),
- (en) Arnie Kantrowitz, Walt Whitman, Philadelphie, Pennsylvanie, Chelsea House Publishers, coll. « Gay and Lesbian Writers » (réimpr. 2005, 2013) (1re éd. 1995), 212 p. (ISBN 9780791082225, OCLC 57506648, lire en ligne),
- (en-US) Catherine Reef (ill. Wendell Minor), Walt Whitman, New York, New York (réimpr. 2002) (1re éd. 1995), 168 p. (ISBN 9780395687055, OCLC 30078887, lire en ligne),
- (en-US) Jerome Loving, Walt Whitman : The Song of Himself, Berkeley, Californie, University of California Press (réimpr. 2000) (1re éd. 1999), 648 p. (ISBN 9780520214279, OCLC 231780994, lire en ligne),
- (en-US) David S. Reynolds, Walt Whitman, New York, Oxford University Press, coll. « Lives and Legacies », 2005, 184 p. (ISBN 9780195170092, OCLC 54857583, lire en ligne),
- (en-US) Frank D. Casale (préf. Harold Bloom), Bloom's How to Write about Walt Whitman, New York, Bloom's Literary Criticism, coll. « Bloom's how to write about literature », 2009, 280 p. (ISBN 9781604133103, OCLC 246897926, lire en ligne),
- (en-US) Katerina Andriotis, Walt Whitman & Odysseus Elytis, Mustang, Oklahoma, Tate Publishing & Enterprises, 2010, 180 p. (ISBN 9781615660704, OCLC 945974159, lire en ligne),
- (en-US) John E. Seery (dir.), A Political Companion to Walt Whitman, Lexington, Kentucky, University Press of Kentucky (réimpr. 2011, 2014) (1re éd. 2010), 392 p. (ISBN 9780813126548, OCLC 708357143, lire en ligne),
- (en-US) Sheila Griffins Llanas, Walt Whitman, Minneapolis, Minnesota, ABDO Pub. Co., coll. « Great American Authors », 2013, 56 p. (ISBN 9781614808114, OCLC 826371046, lire en ligne),
- (en-US) Alex Beene, Reading and Interpreting the Works of Walt Whitman, New York, Enslow Publishing, 2017, 150 p. (ISBN 9780766084957, OCLC 978454485, lire en ligne),

##### Francophones
- Alain Bosquet, Walt Whitman, Paris, Éditions Gallimard, coll. « La Bibliothèque idéale », 1959, 270 p.

#### Articles

##### Anglophones

###### Années 1880-1919
- Walker Kennedy, « Walt Whitman », The North American Review, vol. 138, no 331,‎ juin 1884, p. 591-601 (11 pages) (lire en ligne ),
- Louise Collier Willcox, « Walt Whitman », The North American Review, vol. 183, no 597,‎ août 1906, p. 281-296 (16 pages) (lire en ligne ),
- Fred Newton Scott, « A Note on Walt Whitman's Prosody », The Journal of English and Germanic Philology, vol. 7, no 2,‎ avril 1908, p. 134-153 (20 pages) (lire en ligne ),
- Edward Thorstenberg, « The Walt Whitman Cult in Germany », The Sewanee Review, vol. 19, no 1,‎ janvier 1911, p. 71-86 (16 pages) (lire en ligne ),
- Earl L. Bradsher, « Walt Whitman and a Modern Problem », The Sewanee Review, vol. 22, no 1,‎ janvier 1914, p. 86-95 (10 pages) (lire en ligne )
- P. M. Jones, « Influence of Walt Whitman on the Origin of the "Vers Libre" », The Modern Language Review, vol. 11, no 2,‎ avril 1916, p. 186-194 (9 pages) (lire en ligne ),
- John Robert Moore, « Walt Whitman: A Study in Brief », The Sewanee Review, vol. 15, no 1,‎ janvier 1917, p. 80-92 (13 pages) (lire en ligne ),
- Edith Franklin Wyatt, « The Answerer: Walt Whitman », The North American Review, vol. 209, no 762,‎ mai 1918, p. 672-682 (11 pages) (lire en ligne ),

###### Années 1920-1929
- Grace Delano Clark, « Walt Whitman in Germany », Texas Review, vol. 6, no 2,‎ janvier 1921, p. 123-137 (15 pages) (lire en ligne ),
- John Gould Fletcher, « Walt Whitman », The North American Review, vol. 219, no 820,‎ mars 1924, p. 355-366 (12 pages) (lire en ligne ),
- Louise Pound, « Walt Whitman and the French Language », American Speech, vol. 1, no 8,‎ mai 1926, p. 421-430 (10 pages) (lire en ligne ),
- Clifton Joseph Furness, « Walt Whitman Looks at Boston », The New England Quarterly, vol. 1, no 3,‎ juillet 1928, p. 353-370 (18 pages) (lire en ligne ),
- Richard Clarence Harrison, « Walt Whitman and Shakespeare », PMLA, vol. 44, no 4,‎ décembre 1929, p. 1201-1238 (38 pages) (lire en ligne ),

###### Années 1930-1939
- Leon Howard, « Walt Whitman and the American Language », American Speech, vol. 5, no 6,‎ août 1930, p. 441-451 (11 pages) (lire en ligne ),
- Edward Hungerford, « Walt Whitman and His Chart of Bumps », American Literature, vol. 2, no 4,‎ janvier 1931, p. 350-384 (35 pages) (lire en ligne ),
- Adolph B. Benson, « Walt Whitman's Interest in Swedish Writers », The Journal of English and Germanic Philology, vol. 31, no 3,‎ juillet 1932, p. 332-345 (14 pages) (lire en ligne ),
- Sculley Bradley, « Walt Whitman on Timber Creek », American Literature, vol. 5, no 3,‎ novembre 1933, p. 235-246 (12 pages) (lire en ligne ),
- Charles I. Glicksberg, « Walt Whitman in 1862 », American Literature, vol. 6, no 3,‎ novembre 1934, p. 264-282 (19 pages) (lire en ligne ),
- Portia Baker, « Walt Whitman and The Atlantic Monthly », American Literature, vol. 6, no 3,‎ novembre 1934, p. 283-301 (19 pages) (lire en ligne ),
- Portia Baker, « Walt Whitman's Relations with some New York Magazines », American Literature, vol. 7, no 3,‎ novembre 1935, p. 274-301 (28 pages) (lire en ligne ),
- David Goodale, « Some of Walt Whitman's Borrowings », American Literature, vol. 10, no 2,‎ mai 1938, p. 202-213 (12 pages) (lire en ligne ),
- Gay Wilson Allen, « Walt Whitman's "Long Journey" Motif », The Journal of English and Germanic Philology, vol. 38, no 1,‎ janvier 1931, p. 76-95 (20 pages) (lire en ligne ),

###### Années 1940-1949
- William T. Starr, « Jean Giono and Walt Whitman », The French Review, vol. 14, no 2,‎ décembre 1940, p. 118-129 (12 pages) (lire en ligne ),
- Jennie A. Morgan, « Early Reminiscences of Walt Whitman », American Literature, vol. 13, no 1,‎ mars 1941, p. 9-17 (9 pages) (lire en ligne ),
- Robert P. Falk, « Walt Whitman and German Thought », The Journal of English and Germanic Philology, vol. 40, no 3,‎ juillet 1941, p. 315-330 (16 pages) (lire en ligne ),
- Frederic I. Carpenter, « Walt Whitman's "Eidolon" », College English, vol. 3, no 3,‎ mars 1942, p. 534-545 (12 pages) (lire en ligne ),
- Rea McCain, « Walt Whitman in Italy », Italica, vol. 20, no 1,‎ mars 1943, p. 4-16 (13 pages) (4-16 (13 pages) ),
- Thomas O. Mabbott et Rollo G. Silver, « Walt Whitman's " 'Tis but Ten Years Since" », American Literature, vol. 15, no 1,‎ mars 1943, p. 51-62 (12 pages) (lire en ligne ),
- Dixon Wecter, « Walt Whitman As Civil Servant », PMLA, vol. 58, no 4,‎ décembre 1943, p. 1094-1109 (16 pages) (lire en ligne ),
- William White, « Walt Whitman on Osler :"He is a great man" », Bulletin of the History of Medicine, vol. 15, no 1,‎ janvier 1944, p. 79-90 (12 pages) (lire en ligne ),
- Robert A. Hume, « Walt Whitman and the Peace », College English, vol. 6, no 6,‎ mars 1945, p. 313-319 (7 pages) (lire en ligne ),
- Gay Wilson Allen, « Walt Whitman's Reception in Scandinavia », The Papers of the Bibliographical Society of America, vol. 40, no 4,‎ dernier trimestre 1946, p. 259-275 (17 pages) (lire en ligne )
- A. V. Butcher, « Walt Whitman and the English Composer », Music & Letters, vol. 28, no 2,‎ avril 1947, p. 154-167 (14 pages) (lire en ligne ),
- Henry Nash Smith, « Walt Whitman and Manifest Destiny », Huntington Library Quarterly, vol. 10, no 4,‎ août 1947, p. 373-389 (17 pages) (lire en ligne ),
- Horst Frenz, « Walt Whitman's Letters to Karl Knortz », American Literature, vol. 20, no 2,‎ mai 1948, p. 155-163 (9 pages) (lire en ligne ),
- Charles I. Glicksberg, « Walt Whitman and the Negro », Phylon (1940-1956), vol. 9, no 4,‎ dernier trimestre 1948, p. 326-331 (6 pages) (lire en ligne ),
- Joseph Beaver, « Walt Whitman, Star-Gazer », The Journal of English and Germanic Philology, vol. 48, no 3,‎ juillet 1949, p. 307-319 (13 pages) (lire en ligne ),
- Leo Spitzer, « Explication de Texte Applied to Walt Whitman's Poem "Out of the Cradle Endlessly Rocking" », ELH, vol. 16, no 3,‎ septembre 1949, p. 229-249 (21 pages) (lire en ligne ),

###### Années 1950-1959
- William L. Finkel, « Walt Whitman's Manuscript Notes on Oratory », American Literature, vol. 22, no 1,‎ mars 1950, p. 29-53 (25 pages) (lire en ligne ),
- Nick Aaron Ford, « Walt Whitman's Conception of Democracy », Phylon (1940-1956), vol. 11, no 3,‎ troisième trimestre 1950, p. 201-206 (6 pages) (lire en ligne ),
- William L. Finkel, « Sources of Walt Whitman's Manuscript Notes on Physique », American Literature, vol. 22, no 3,‎ novembre 1950, p. 308-331 (24 pages) (lire en ligne ),
- Richard Mott Gummere, « Walt Whitman and His Reaction to the Classics », Harvard Studies in Classical Philology, vol. 60,‎ 1951, p. 263-289 (27 pages) (lire en ligne ),
- Edward F. Grier, « Walt Whitman, the Galaxy, and Democratic Vistas », American Literature, vol. 23, no 3,‎ novembre 1951, p. 332-350 (19 pages) (lire en ligne ),
- Mary Edgar Meyer, « Walt Whitman's Popularity among Latin-American Poets », The Americas, vol. 9, no 1,‎ juillet 1952, p. 3-15 (13 pages) (lire en ligne ),
- Randall Jarrell, « Walt Whitman: He Had His Nerve », The Kenyon Review, vol. 14, no 1,‎ hiver 1952, p. 63-79 (17 pages) (lire en ligne ),
- Floyd Stovall, « Walt Whitman and the Dramatic Stage in New York », Studies in Philology, vol. 50, no 3,‎ juillet 1953, p. 515-539 (25 pages) (lire en ligne ),
- G. Ferris Cronkhite, « Walt Whitman and the Locomotive », American Quarterly, vol. 6, no 2,‎ été 1954, p. 164-172 (9 pages) (lire en ligne ),
- Clarence A. Brown, « Walt Whitman and Lincoln », Journal of the Illinois State Historical Society (1908-1984), vol. 47, no 2,‎ été 1954, p. 176-184 (9 pages) (lire en ligne ),
- Herbert Bergman, « Ezra Pound and Walt Whitman », American Literature, vol. 27, no 1,‎ mars 1955, p. 56-61 (6 pages) (lire en ligne ),
- Floyd Stovall, « Walt Whitman and the American Tradition », The Virginia Quarterly Review, vol. 31, no 4,‎ automne 1955, p. 540-557 (18 pages) (lire en ligne ),
- Dorothy Bowen et Philip Durham, « Walt Whitman Materials in the Huntington Library », Huntington Library Quarterly, vol. 19, no 1,‎ novembre 1955, p. 81-96 (16 pages) (lire en ligne ),
- Stanley J. Idzerda, « Walt Whitman, politician », New York History, vol. 37, no 2,‎ avril 1956, p. 171-184 (14 pages) (lire en ligne ),
- K. H. Francis, « Walt Whitman's French », The Modern Language Review, vol. 51, no 4,‎ octobre 1956, p. 493-506 (14 pages) (lire en ligne ),
- Charles B. Willard, « Ezra Pound's Debt to Walt Whitman », Studies in Philology, vol. 54, no 4,‎ octobre 1957, p. 573-581 (9 pages) (lire en ligne ),
- James E. Miller, Jr., « Walt Whitman and the Secret of History », The Centennial Review of Arts & Science, vol. 3, no 3,‎ été 1959, p. 321-336 (16 pages) (lire en ligne ),
- Paul Lauter, « Walt Whitman: Lover and Comrade », American Imago, vol. 16, no 4,‎ hiver 1959, p. 407-435 (29 pages) (lire en ligne ),

###### Années 1960-1969
- Clarence A. Brown, « Walt Whitman and the "New Poetry" », American Literature, vol. 33, no 1,‎ mars 1961, p. 33-45 (13 pages) (lire en ligne ),
- James M. Cox, « Walt Whitman, Mark Twain, and the Civil War », The Sewanee Review, vol. 69, no 2,‎ avril-juin 1961, p. 185-204 (20 pages) (lire en ligne ),
- Charles T. Davis, « Walt Whitman and the Problem of an American Tradition », CLA Journal, vol. 5, no 1,‎ septembre 1961, p. 1-16 (16 pages) (lire en ligne ),
- Ronald Christ, « Walt Whitman: Image and Credo », American Quarterly, vol. 17, no 1,‎ printemps 1965, p. 92-103 (12 pages) (lire en ligne ),
- E. F. Carlisle, « Walt Whitman: The Drama of Identity », Criticism, vol. 10, no 4,‎ 1968, p. 259-276 (18 pages) (lire en ligne ),

###### Années 1970-1979
- Om Prakash Sharma, « Walt Whitman and the Doctrine of Karman », Philosophy East and West, vol. 20, no 2,‎ avril 1970, p. 169-174 (6 pages) (lire en ligne ),
- Lawrence Templin, « The Quaker Influence on Walt Whitman », American Literature, vol. 42, no 2,‎ mai 1970, p. 165-180 (16 pages) (lire en ligne ),
- John B. Mason, « Walt Whitman's Catalogues: Rhetorical Means for Two Journeys in "Song of Myself" », American Literature, vol. 45, no 1,‎ mars 1973, p. 34-49 (16 pages) (lire en ligne ),
- Arthur Geffen, « Walt Whitman and Jules Michelet-One More Time », American Literature, vol. 45, no 1,‎ mars 1973, p. 107-114 (8 pages) (lire en ligne ),
- Sam B. Girgus, « Culture and Post-Culture in Walt Whitman », The Centennial Review, vol. 18, no 4,‎ 1974, p. 392-410 (19 pages) (lire en ligne ),
- Ken Peeples, Jr., « The Paradox of the "Good Gray Poet" (Walt Whitman on Slavery and the Black Man) », Phylon (1960-), vol. 35, no 1,‎ janvier-mars 1974, p. 22-32 (11 pages) (lire en ligne ),
- Jorge Luis Borges, « Walt Whitman: Man and Myth », Critical Inquiry, vol. 1, no 4,‎ juin 1975, p. 707-718 (12 pages) (lire en ligne ),
- G. Thomas Couser, « Of Time and Identity: Walt Whitman and Gertrude Stein as Autobiographers », Texas Studies in Literature and Language, vol. 17, no 4,‎ hiver 1976, p. 787-804 (18 pages) (lire en ligne ),
- Michael Rowan Dressman, « Walt Whitman's Plans for the Perfect Dictionary », Studies in the American Renaissance,‎ 1979, p. 457-474 (18 pages) (lire en ligne ),
- Diane Kepner, « From Spears to Leaves: Walt Whitman's Theory of Nature in "Song of Myself" », American Literature, vol. 51, no 2,‎ mai 1979, p. 179-204 (26 pages) (lire en ligne ),
- Justin Kaplan, « The Art of Biography: Walt Whitman », The Wilson Quarterly (1976-), vol. 3, no 3,‎ été 1979, p. 170-178 (9 pages) (lire en ligne ),
- Calvin Bedient, « VI. Writers: Walt Whitman: Overruled », Salmagundi, nos 58/59,‎ hiver 1982-1983, p. 326-346 (21 pages) (lire en ligne ),

###### Années 1980-1989
- Lowell Edwin Folsom, « America's "Hurrah Game": Baseball and Walt Whitman », The Iowa Review, vol. 11, nos 2/3,‎ printemps-été 1980, p. 68-80 (13 pages) (lire en ligne ),
- Jacqueline O. Padgett, « The Poet in War: Walt Whitman and Wolfgang Borchert », Monatshefte, vol. 72, no 2,‎ été 1980, p. 149-161 (13 pages) (lire en ligne ),
- Diane Middlebrook, « Making Visible the Common World: Walt Whitman and Feminist Poetry », The Kenyon Review (New Series), vol. 2, no 4,‎ automne 1980, p. 14-27 (14 pages) (lire en ligne ),
- Tibbie E. Lynch, « Biographical Technique in Horace Traubel's "With Walt Whitman in Camden" », Studies in the American Renaissance,‎ 1982, p. 433-444 (12 pages) (lire en ligne ),
- Andrew Hudgins, « Walt Whitman and the South », The Southern Literary Journal, vol. 15, no 1,‎ 1982, p. 91-100 (10 pages) (lire en ligne ),
- M. Wynn Thomas, « Walt Whitman and Mannahatta-New York », American Quarterly, vol. 34, no 4,‎ automne 1982, p. 362-378 (17 pages) (lire en ligne ),
- Kenneth M. Price, « The Margin of Confidence: Young Walt Whitman on English Poets and Poetry », Texas Studies in Literature and Language, vol. 25, no 4,‎ hiver 1983, p. 541-557 (17 pages) (lire en ligne ),
- Edward H. Davidson, « The Presence of Walt Whitman », The Journal of Aesthetic Education, vol. 17, no 4,‎ hiver 1983, p. 41-63 (23 pages) (lire en ligne ),
- Samuel H. Beer, « Liberty and Union: Walt Whitman's Idea of the Nation », Political Theory, vol. 12, no 3,‎ août 1984, p. 361-386 (26 pages) (lire en ligne ),
- Harold Aspiz, « Walt Whitman: The Spermatic Imagination », American Literature, vol. 56, no 3,‎ octobre 1984, p. 379-395 (17 pages) (lire en ligne ),
- Carolyn Kinder Carr, « A Friendship and a Photograph: Sophia Williams, Talcott Williams, and Walt Whitman », The American Art Journal, vol. 21, no 1,‎ 1989, p. 2-12 (11 pages) (lire en ligne ),
- George B. Hutchinson, « Whitman and the Black Poet: Kelly Miller's Speech to the Walt Whitman Fellowship », American Literature, vol. 61, no 1,‎ mars 1989, p. 46-58 (13 pages) (lire en ligne ),
- Richard Pascal, « "Dimes on the Eyes": Walt Whitman and the Pursuit of Wealth in America », Nineteenth-Century Literature, vol. 44, no 2,‎ septembre 1989, p. 141-172 (32 pages) (lire en ligne ),

###### Années 1990-1999
- Mark Edmundson, « "Lilacs": Walt Whitman's American Elegy », Nineteenth-Century Literature, vol. 44, no 4,‎ mars 1990, p. 465-491 (27 pages) (lire en ligne ),
- William Moss, « Walt Whitman in Dixie », The Southern Literary Journal, vol. 22, no 2,‎ printemps 1990, p. 98-118 (21 pages) (lire en ligne ),
- Richard Pascal, « Walt Whitman and Woody Guthrie: American Prophet-Singers and Their People », Journal of American Studies, vol. 24, no 1,‎ avril 1990, p. 41-59 (19 pages) (lire en ligne ),
- Martin Bidney, « Leviathan, Yggdrasil, Earth-Titan, Eagle: Bal'mont's Reimagining of Walt Whitman », The Slavic and East European Journal, vol. 34, no 2,‎ été 1990, p. 176-191 (16 pages) (lire en ligne ),
- George Kateb, « Walt Whitman and the Culture of Democracy », Political Theory, vol. 18, no 4,‎ novembre 1990, p. 545-571 (27 pages) (lire en ligne ),
- Ed Folsom, « "Affording the Rising Generation an Adequate Notion": Walt Whitman in Nineteenth-Century Textbooks, Handbooks, and Anthologies », Studies in the American Renaissance,‎ 1991, p. 345-374 (30 pages) (lire en ligne ),
- William H. Shurr, « Walt Whitman's "Leaves of Grass": The Making of a Sexual Revolution », Soundings: An Interdisciplinary Journal, vol. 74, nos 1/2,‎ printemps-été 1991, p. 101-128 (28 pages) (lire en ligne ),
- Kenneth M. Price, « Walt Whitman, Free Love, and "The Social Revolutionist" », American Periodicals, vol. 1, no 1,‎ 1991, p. 70-82 (13 pages) (lire en ligne ),
- Richard Badenhausen, « In Search of "Native Moments": T. S. Eliot (Re)Reads Walt Whitman », South Atlantic Review, vol. 57, no 4,‎ novembre 1992, p. 77-91 (15 pages) (lire en ligne ),
- T. R. Hummer, « Walt Whitman in Hell », The Kenyon Review, vol. 15, no 3,‎ été 1993, p. 20-32 (13 pages) (lire en ligne ),
- Chanita Goodblatt, « Walt Whitman and Uri Zvi Greenberg: Voice and Dialogue, Apostrophe and Discourse », Prooftexts, vol. 13, no 3,‎ septembre 1993, p. 237-251 (15 pages) (lire en ligne ),
- Peter Erickson, « Singing America: From Walt Whitman to Adrienne Rich », The Kenyon Review, vol. 17, no 1,‎ hiver 1995, p. 103-119 (17 pages) (lire en ligne ),
- James T. F. Tanner, « Walt Whitman's Presence in Maxine Hong Kingston's Tripmaster Monkey: His Fake Book », MELUS, vol. 20, no 4,‎ hiver 1995, p. 61-74 (14 pages) (lire en ligne ),
- Martin G. Murray, « Traveling with the Wounded: Walt Whitman and Washington's Civil War Hospitals », Washington History, vol. 8, no 2,‎ hiver 1996-1997, p. 58-73 (16 pages) (lire en ligne ),
- Rosemary Graham, « The Prostitute in the Garden: Walt Whitman, "Fanny Hill", and the Fantasy of Female Pleasure », ELH, vol. 64, no 2,‎ été 1997, p. 569-597 (29 pages) (lire en ligne ),
- David S. Reynolds, « Walt Whitman: Benjamin Franklin's Representative Man », Modern Language Studies, vol. 28, no 2,‎ printemps 1998, p. 29-39 (11 pages) (lire en ligne ),
- Glenn N. Cummings, « Placing the Impalpable: Walt Whitman and Elias Hicks », Modern Language Studies, vol. 28, no 2,‎ printemps 1998, p. 69-86 (18 pages) (lire en ligne),
- Alan Trachtenberg, « Democracy and the Poet: Walt Whitman and E. A. Robinson », The Massachusetts Review, vol. 39, no 2,‎ été 1998, p. 267-280 (14 pages) (lire en ligne ),

###### Années 2000-2009
- William Major, « "Some Vital Unseen Presence": The Practice of Nature in Walt Whitman's "Specimen Days" », Interdisciplinary Studies in Literature and Environment, vol. 7, no 1,‎ hiver 2000, p. 79-96 (18 pages) (lire en ligne ),
- M. Lynda Ely, « The Untold Want: Representation and Transformation Echoes of Walt Whitman's "Passage to India in Now, Voyager" », Literature/Film Quarterly, vol. 29, no 1,‎ 2001, p. 43-52 (10 pages) (lire en ligne ),
- Peter Simonson, « A Rhetoric for Polytheistic Democracy: Walt Whitman's "Poem of Many in One" », Philosophy & Rhetoric, vol. 36, no 4,‎ 2003, p. 353-375 (23 pages) (lire en ligne ),
- Susan Belasco, « From the Field: Walt Whitman's Periodical Poetry », American Periodicals, vol. 14, no 2,‎ 2004, p. 247-259 (13 pages) (lire en ligne ),
- Richard Haw, « American History/American Memory: Reevaluating Walt Whitman's Relationship with the Brooklyn Bridge », Journal of American Studies, vol. 38, no 1,‎ avril 2004, p. 1-22 (22 pages) (lire en ligne ),
- Richard Tayson, « The Casualties of Walt Whitman », The Virginia Quarterly Review, vol. 81, no 2,‎ printemps 2005, p. 79-95 (17 pages) (lire en ligne ),
- John D. Kerkering, « American Renaissance Poetry and the "Topos" of Positionality: "Genius Mundi" and "Genius Loci" in Walt Whitman and William Gilmore Simms », Victorian Poetry, vol. 43, no 2,‎ été 2005, p. 223-248 (26 pages) (lire en ligne ),
- Max Cavitch, « Audience Terminable and Interminable: Anne Gilchrist, Walt Whitman, and the Achievement of Disinhibited Reading », Victorian Poetry, vol. 43, no 2,‎ été 2005, p. 249-261 (13 pages) (lire en ligne),
- Edward S. Cutler, « Literary Modernity and the Problem of a National Literature: Understanding William Dean Howells' Critique of Walt Whitman », American Literary Realism, vol. 38, no 2,‎ hiver 2006, p. 132-144 (13 pages) (lire en ligne ),
- Thomas David Lisk, « Walt Whitman's Attic », The Massachusetts Review, vol. 47, no 1,‎ printemps 2006, p. 154-167 (14 pages) (lire en ligne ),
- Rachel Rubinstein, « Going Native, Becoming Modern: American Indians, Walt Whitman, and the Yiddish Poet », American Quarterly, vol. 58, no 2,‎ juin 2006, p. 431-453 (23 pages) (lire en ligne ),
- Emily Kopley, « Mark Twain's Birthday Letter to Walt Whitman », The Yale University Library Gazette, vol. 81, nos 1/2,‎ octobre 2006, p. 43-56 (14 pages) (lire en ligne ),
- J. Caleb Clanton et Michael P. Hodges, « The Poet and the Philosopher : Walt Whitman and Ludwig Wittgenstein on Skepticism », Soundings: An Interdisciplinary Journal, vol. 89, nos 3/4,‎ hiver 2006, p. 279-299 (21 pages) (lire en ligne ),
- Maria Farland, « Decomposing City: Walt Whitman's New York and the Science of Life and Death », ELH, vol. 74, no 4,‎ hiver 2007, p. 799-827 (29 pages) (lire en ligne ),
- Ed Folsom et Jerome Loving, « The Walt Whitman Controversy: A Lost Document », The Virginia Quarterly Review, vol. 83, no 2,‎ printemps 2007, p. 122-138 (17 pages) (lire en ligne ),
- Mitchell Santine Gould, « Walt Whitman's Quaker paradox », Quaker History, vol. 96, no 1,‎ printemps 2007, p. 1-23 (23 pages) (lire en ligne ),
- Steven B. Herrmann, « Walt Whitman and the Homoerotic Imagination », Jung Journal: Culture & Psyche, vol. 1, no 2,‎ printemps 2007, p. 16-47 (32 pages) (lire en ligne ),
- Jason Frank, « Aesthetic Democracy: Walt Whitman and the Poetry of the People », The Review of Politics, vol. 69, no 3,‎ été 2007, p. 402-430 (29 pages) (lire en ligne ),
- John Tessitore, « The “Sky-Blue” Variety: William James, Walt Whitman, and the Limits of Healthy-Mindedness », Nineteenth-Century Literature, vol. 62, no 4,‎ mars 2008, p. 493-526 (34 pages) (lire en ligne ),
- Mary B. McVee, « Using Digital Media to Interpret Poetry: Spiderman Meets Walt Whitman », Research in the Teaching of English, vol. 43, no 2,‎ novembre 2008, p. 112-143 (32 pages) (lire en ligne ),

###### Années 2010-2019
- Kelly Austin, « Foreign Debt and Literary Credit: Pablo Neruda and Walt Whitman », Bulletin of Latin American Research, vol. 29, no 1,‎ janvier 2010, p. 1-17 (17 pages) (lire en ligne ),
- James Wilper, « Sexology, homosexual history, and Walt Whitman: the 'Uranian' identity in "Imre: A memorandum" », Critical Survey, vol. 22, no 3,‎ 2010, p. 52-68 (17 pages) (lire en ligne ),
- Karen Karbiener, « Camerado, this is no book: Walt Whitman at the Huntington Library », Huntington Library Quarterly, vol. 73, no 4,‎ décembre 2010, p. 559-584 (26 pages) (lire en ligne ),
- Ed Folsom, « “A spirt of my own seminal wet”: Spermatoid Design in Walt Whitman's 1860 Leaves of Grass », Huntington Library Quarterly, vol. 73, no 4,‎ décembre 2010, p. 585-600 (16 pages) (lire en ligne ),
- Carl Ostrowski, « "The Best Side of a Case of Crime": George Lippard, Walt Whitman, and Antebellum Police Reports », American Periodicals, vol. 21, no 2,‎ 2011, p. 120-142 (23 pages) (lire en ligne ),
- Corey Latta, « "Reader, Did You Ever Try to Realize": Postwar Textuality and Rhetorical Unknowability in Walt Whitman's "Memoranda During the War" », CEA Critic, vol. 74, no 1,‎ 2011, p. 43-59 (17 pages) (lire en ligne ),
- Jim Garrison, « Walt Whitman, John Dewey, and Primordial Artistic Communication », Transactions of the Charles S. Peirce Society, vol. 47, no 3,‎ été 2011, p. 301-318 (18 pages) (lire en ligne ),
- Andrew Vogel, « The Dream and the Dystopia: Bathetic Humor, the Beats, and Walt Whitman's Idealism », Amerikastudien / American Studies, vol. 58, no 3,‎ 2013, p. 389-407 (19 pages) (lire en ligne ),
- Nicole Gray, « Walt Whitman’s Marginalia as Occasional Practice », The Papers of the Bibliographical Society of America, vol. 107, no 4,‎ décembre 2013, p. 467-494 (28 pages) (lire en ligne ),
- Delphine Rumeau, « Federico García Lorca and Pablo Neruda's Odes to Walt Whitman: », Comparative Literature Studies, vol. 51, no 3,‎ 2014, p. 418-438 (21 pages) (lire en ligne ),
- Tamara L. Follini, « Speaking Monuments: Henry James, Walt Whitman, and the Civil War Statues of Augustus Saint-Gaudens », Journal of American Studies, vol. 48, no 1,‎ février 2014, p. 25-49 (25 pages) (lire en ligne ),
- Carl M. Najdek, « “The Earth to be Spann’d, Connected by Net-Work”: Walt Whitman’s Industrial Internationalism », American Political Thought, vol. 3, no 1,‎ printemps 2014, p. 95-113 (19 pages) (lire en ligne ),
- Wesley Raabe, « Estranging Anthology Texts of American Literature: Digital Humanities Resources for Harriet Beecher Stowe, Walt Whitman, and Emily Dickinson », CEA Critic, vol. 76, no 2,‎ juillet 2014, p. 169-190 (22 pages) (lire en ligne ),
- Dara Barnat, « “Women and poets see the truth arrive”: », Studies in American Jewish Literature (1981-), vol. 34, no 1,‎ 2015, p. 94-116 (23 pages) (lire en ligne ),
- Timothy Robbins, « Emma Goldman Reading Walt Whitman: Aesthetics, Agitation, and the Anarchist Ideal », Texas Studies in Literature and Language, vol. 57, no 1,‎ printemps 2015, p. 80-105 (26 pages) (lire en ligne ),
- Kenneth M. Price, « Bohemian Bureaucrat: Making Sense of Walt Whitman’s Scribal Documents », Textual Cultures, vol. 11, nos 1/2,‎ hiver 2017, p. 1-16 (16 pages) (lire en ligne ),
- Marylin McKay, « The Group of Seven and Walt Whitman », Journal of Canadian Art History / Annales d'histoire de l'art Canadien, vol. 38/39, nos 2/1,‎ hiver 2017-2018, p. 10-37 (28 pages) (lire en ligne ),
- Stefan Schöberlein, « Johannes R. Becher's "To Europa": A German Expressionist Takes Up Walt Whitman's Broad-Axe », Chicago Review, vol. 61, no 2,‎ 2018, p. 117-129 (13 pages) (lire en ligne ),
- David Bromwich, « Whitman's Assumptions », Social Research, vol. 85, no 3,‎ 2018, p. 503-519 (17 pages) (lire en ligne ),
- Ed Folsom, « “A Yet More Terrible and More Deeply Complicated Problem” », American Literary History, vol. 30, no 3,‎ automne 2018, p. 531-558 (28 pages) (lire en ligne ),
- Philippa Tudor, « Holst, Vaughan Williams and Walt Whitman », The Musical Times, vol. 159, no 1945,‎ hiver 2018, p. 3-26 (24 pages) (lire en ligne ),
- James A. Puckett, « Death and “Divine Love”: Kate Chopin's Reading of Walt Whitman », American Literary Realism, vol. 52, no 1,‎ 2019, p. 68-88 (21 pages) (lire en ligne ),
- Eric Conrad, « The Poet as Printer’s Fist », Nineteenth-Century Literature, vol. 74, no 1,‎ juin 2019, p. 54-86 (33 pages) (lire en ligne ),
- Martín Espada, « Filthy Presidentiad », Poetry, vol. 215, no 2,‎ novembre 2019, p. 169-184 (18 pages) (lire en ligne ),

###### Années 2020-2029
- Bohdan Tokarsky, « Selfhood, Body, Metaphor and Metonymy in the Poetry of Walt Whitman and Vasyl' Stus », The Slavonic and East European Review, vol. 98, no 3,‎ juillet 2020, p. 401-433 (33 pages) (lire en ligne ),

##### Francophones
- Thomas Bentzon, « Un poète américain : Walt Whitman », Revue des Deux Mondes (1829-1971), vol. 99, no 3,‎ 1er juin 1872, p. 565-582 (18 pages) (lire en ligne ),
- Christian Murciaux, « Walt Whitman poète et prophète », Revue des Deux Mondes,‎ 15 novembre 1962 (lire en ligne ),
- Jacques Darras, « Walt Whitman, poète de l'utopie américaine: Entretien avec Jacques Darras », Esprit, no 288,‎ octobre 2002, p. 55-64 (10 pages) (lire en ligne ),
- Sébastien Baudoin, « De Manhattan à Mannahatta : la refondation de la cité par le verbe poétique chez Walt Whitman », Cités, no 73,‎ 2018, p. 145-159 (15 pages) (lire en ligne ),